# 魏呈潤
魏呈润，字中严，一字倩石，福建龙溪县（今漳州市）人。

## 生平
崇禎元年（1628年），中戊辰科进士，由庶吉士改兵科给事中。因王坤弹劾巡按御史胡良机，魏呈润疏言不可，被贬三级。
逝世时为光禄署丞。《明史》有传。

## 事迹
《明季北略》载，副总兵赵大允在韩城畏战，士人强请出战，大允出报斩首五千，竟皆为妇女头颅。魏呈润因此将其弹劾落职。